# Ford C11F ADF
La Ford C11 ADF fu un veicolo militare usato nel periodo della seconda guerra mondiale.
Tra le tante vetture commerciali adattate a esigenze militari nel corso degli anni '20-40, la C11 ADF - al pari all'autovettura Humber - era un modello basato sulla Ford Fordor Station Wagon, prodotta in Canada, ed essenzialmente una grossa giardinetta 4x2, con motore a benzina e una portiera posteriore della stessa larghezza della vettura, incernierata ai lati.
Essa venne prodotta soprattutto per le esigenze inglesi, con la guida a destra, ma anche l'esercito canadese ne ebbe alcune. Esse erano in effetti, sia pure senza essere dei mezzi adatti per le esigenze più dure, dei veicoli efficienti, perché almeno nella marcia su strada potevano trasportare abbondanti materiali e rifornimenti per unità comando e logistiche. Aveva carrozzeria in acciaio e 4 porte, 5 posti a sedere oltre al conduttore, 2 avanti e 3 dietro, ovvero si trattava di un veicolo che al pari del derivato commerciale era con la stessa disposizione dell'abitacolo di una Fiat Multipla (nuovo modello), grazie alla larghezza di circa 2 metri, mentre la meccanica era ovviamente meno compatta. Dietro i 6 posti vi era un portabagagli di grosse dimensioni, oltre a quello sistemabile sopra il tetto e ad altri accessori, quali i paraurti semplificati e rinforzati, rastrelliere per fucili, contenitori per carte e per pronto soccorso, estintori, pneumatici per lavoro pesante. Il motore era un Ford Mercury a 8 cilindri a V, da ben 3891 cm³. E 95 hp. In produzione (modello commerciale) dal 1942, in azione in Africa e in Italia.